# Universidad de la Tercera Edad en Uruguay
La Universidad de la Tercera Edad (UNI 3) es una institución uruguaya de educación no formal para adultos. Surgió en Montevideo el 22 de abril de 1983, por iniciativa de la licenciada Alondra Bayley. Actualmente cuenta con filiales en todos los departamentos del país —22 en total— y reúne a más de 3500 alumnos.

## Historia
La primera universidad de la tercera edad fue fundada por Pierre Vellas en Francia, en el año 1972. En Suiza, en el año 1975, se funda la AIUTA (Asociación Internacional de Universidades Abiertas de la Tercera Edad). En Uruguay, UNI 3 nace en el año 1983, como una universidad abierta, laica, gratuita y universal. En 1986 se crean las primeras filiales UNI 3 en varios departamentos del país. En América Latina también existen universidades de la tercera edad en Argentina, Brasil, Bolivia, Chile, México, Paraguay y Venezuela.

## Creación
La Universidad de la Tercera Edad en Uruguay surgió como una imitación del modelo UNI 3 de Ginebra, Suiza. En sus comienzos tuvo el carácter de una universidad para la tercera edad, pero en la actualidad esto se ha modificado y está abierta a todas las personas sin excepción. Se puede ingresar a partir de los 18 años y no se requiere ningún tipo de conocimiento previo. A pesar de esto, el promedio de edad de las personas que concurren es de 75 años.

## Principios
- Laicidad. Admite los participantes sin consultar su ideología. No realiza proselitismo ideológico en sus aulas. Deja en libertad de pensamiento y acción a cada persona.
- Gratuidad. Los participantes no pagan matrícula ni ninguno de los servicios. Su cuota social busca equilibrar los gastos de administración y funcionamiento de la institución.
- Universalidad. No se discrimina a nadie por su sexo, su grupo étnico, su religión, su nacionalidad o su ideología.[3]

## Finalidades
Entre sus finalidades están el reivindicar el derecho de todo adulto a participar, tomar decisiones, crear nuevas amistades, revalorizar sus capacidades y adquirir nuevas, reforzar vínculos sociales y afectivos, contribuir al desarrollo de la comunidad y hacer más digna y armoniosa su vida.

## Beneficios que ofrece
Algunos de los beneficios que ofrece UNI 3 son el acceso a bibliotecas, talleres, encuentros lúdicos, paseos didácticos, conferencias y seminarios, eventos sociales y culturales, conciertos e intercambios con la comunidad.